# Нетбол

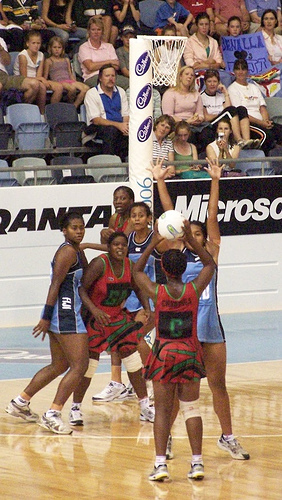
Гра в нетбол. Малаві (у червоному) проти Фіджі (в синьому) на Іграх Співдружності у 2006 році в Мельбурні

Нетбол (англ. netball, від net — «сітка» та ball — «м'яч») — командна гра з м'ячем, який потрібно закинути до кошика суперника; традиційно жіночий вид спорту, попервах — різновид баскетболу. Цю гру 1893 року запропонувала Мартіна Бергман-Остерберг.

## Історія виникнення
Нетбол з'явився як різновид баскетболу та із часом перетворився на самостійний вид спорту для жінок. Баскетбол був придуманий 1891 року канадійцем Джеймсом Нейсмітом (James Naismith), що працював викладачем фізичного виховання в місті Спрингфілд, Массачусетс. Гра швидко поширилася в США. 1892 року Сенда Беренсон (Senda Berenson), глава фізвиховання коледжу Сміта в Массачусетсі, адаптувала правила для жінок. Але тільки коли нова гра потрапила до Англії, вона дійсно набрала сили. 

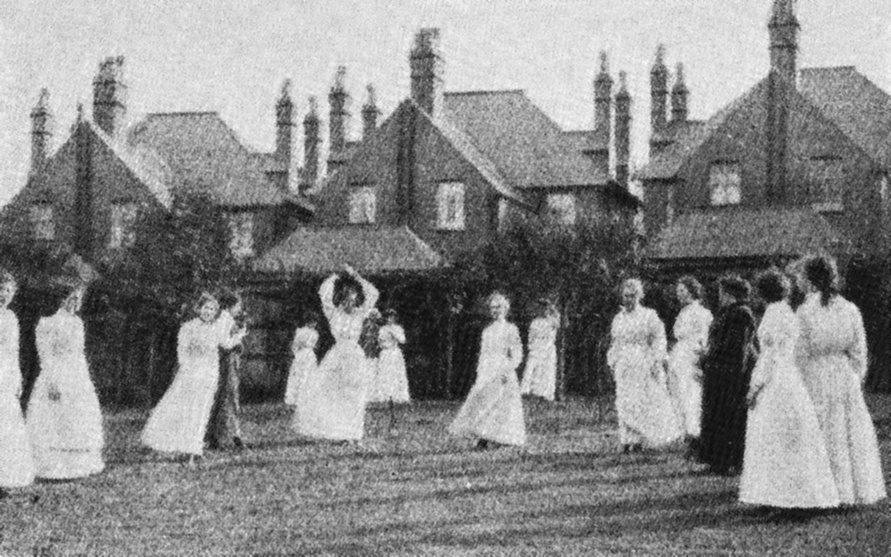
Англійські жінки грають у нетбол 1910 року

Мартіна Бергман-Остерберг (Martina Bergman-Österberg) 1893 року ознайомила своїх студенток з новою грою в коледжі в Хемпстеді, Лондон. Після деякої модифікації правил гра швидко поширилася Британською імперією, на початку XX століття сягнула Австралії, а 1906 року — Нової Зеландії.

## Короткі правила
Гра проходить між двома командами, які намагаються закинути м'яч до кошика суперника на висоті 3,05 метри (10 футів). Кошик у нетболі називають воротами (англ. goal, досл. «ціль»). Діаметр кільця — 380 мм (15 дюймів). М'яч зазвичай зроблено зі шкіри або гуми, від 680 до 710 мм в окружності (від 27 до 28 дюймів) й має важити від 397 до 454 грамів (від 14 до 16 унцій).

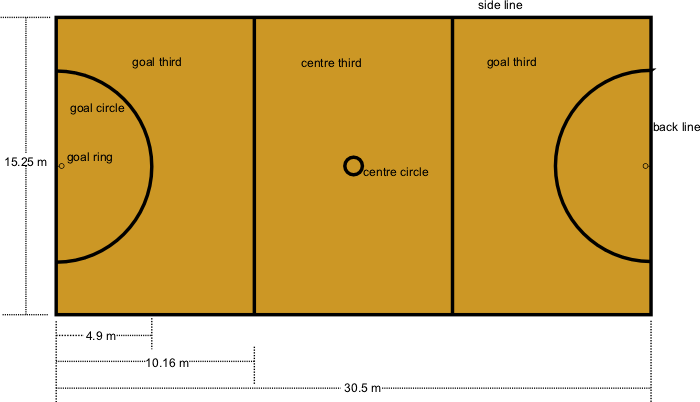
Майданчик для гри у нетбол

Майданчик для гри розміром 15,25 м на 30,5 м (50 на 100 футів) розділено на три окремі зони (або «третини»). На обох боках майданчика розташовані напівкруглі зони — площі воріт (shooting circles) радіусом 4,9 м (16 футів).
У різних країнах кількість гравців у команді становить від 7 до 9, а в голландському варіанті нетболу — корфболі, склад команди 8 гравців. 1956 року США та шість країн британської Співдружності ввели стандарт на кількість гравців у команді — 7, прийнятий надалі Міжнародною федерацією асоціацій нетболу (IFNA), започаткованою 1960 року.
Кожному з гравців призначається одна із семи «ролей», яку позначено великими літерами на його формі та якій відповідає окрема зона ігрового поля:
- Снайпер (GS, Goal Shooter). Зона гри — третина нападу та майданчик воріт суперника.
- Нападник (GA, Goal Attack). Зона гри — центральна третина майданчику й третина нападу, включаючи майданчик воріт суперника. Тільки GS та GA можуть завдавати кидків у кільце суперника.
- Фланговий нападник (WA, Wing Attack). Зона гри — центральна третина й третина нападу, за винятком майданчику воріт суперника.
- Центральний гравець (C, Centre, не плутати із центровим у баскетболі). Це головний сполучний гравець. У нього найбільша зона охвату — він може грати усюди, окрім майданчиків воріт.
- Фланговий захисник (WD, Wing Defence). Зона гри — центральна третина й третина захисту.
- Захисник (GD, Goal Defence). Зона гри — центральна третина й третина захисту, включаючи майданчик воріт.
- Воротар (GK, Goal Keeper). Зона гри — майданчик воріт і третина захисту.

Гру розподілено на 4 чверті (quarters) по 15 хвилин. М'яч передають уздовж майданчику від гравця до гравця, причому гравці мають торкнутись до м'яча в кожній третині поля, тобто м'яч не можна перекинути із зони захисту до зони нападу. Гравці можуть тримати м'яч не більше трьох секунд та мають звільнитись від нього до того, як та нога, на якій вони стояли в момент приймання м'яча, повторно торкнеться землі, тобто, пересуватись із м'ячем заборонено, стає неможливим, щоб один гравець вів м'яч через весь майданчик. На відміну від баскетболу гра стає менш контактною та з більшим акцентом на її тактику.

## Нетбол у світі
Нетбол — один з найбільш поширених видів спорту, надто в країнах Британської співдружності націй — Commonwealth of Nations. Відповідно до даних Міжнародної федерації нетболу IFNA у нього грають понад 20 мільйонів чоловік у більш ніж 70 країнах світу. Країни-учасниці IFNA поділені на 5 регіональних груп: Африка, Америка, Азія, Європа й Океанія.
У Новій Зеландії нетбол — другий за масовістю вид спорту, що поступається тільки гольфу, а в Австралії — нетбол за масовістю жіночий спорт № 1.
Перший чемпіонат світу з нетболу відбувся 1963 року, у ньому взяли участь команди з 11 країн.
З 1998 року турніри з нетболу проводять у рамках Ігор Співдружності. Перший подібний турнір відбувся у Куала-Лумпурі. Нетбол надто популярний у країнах Океанії.
Понад 600 000 чоловік узяли участь у кампанії з внесення нетболу до програми Лондонських літніх Олімпійських ігор 2012 року. Серед тих хто підписав петицію, був і Ґордон Браун, на той час прем'єр-міністр Великої Британії.
1995 року МОК визнав нетбол олімпійським видом спорту, однак до програми олімпійських ігор він не входить (на засіданні комісії МОК у серпні 2009 року питання про включення нетболу до програми Олімпійських ігор 2016 року не розглядалось).
В Україні історія нетболу почалася 2011 року з формування двох закарпатських команд, по 7 чоловік у кожній. Започатковано український нетбол з подачі голови Союзу українців Західної Австралії Миколи Мовчана, який разом із дружиною, чемпіонкою з нетболу у складі збірної штату Західної Австралії, Габрієллою Мовчан допомагали на базі кафедри туризму Ужгородського національного університету створити перші дві українські команди на чолі з тренером закарпатських нетболісток Ростиславом Булановим.
3 лютого 2013 року в Ужгороді відбувся перший в історії України презентаційний матч з нетболу.

## Чемпіонати світу
| Рік проведення | Переможець    | 2-е місце         | 3-є               | Місце проведення                 | Кількість команд |
| -------------- | ------------- | ----------------- | ----------------- | -------------------------------- | ---------------- |
| 1963           | Австралія     | Нова Зеландія     | Англія            | Істборн, Англія                  | 11               |
| 1967           | Нова Зеландія | Австралія         | ПАР               | Перт, Австралія                  | 8                |
| 1971           | Австралія     | Нова Зеландія     | Англія            | Кінгстон, Ямайка                 | 9                |
| 1975           | Австралія     | Англія            | Нова Зеландія     | Окленд, Нова Зеландія            | 11               |
| 1979           | Австралія     | Нова Зеландія     | Тринідад і Тобаго | Порт-оф-Спейн, Тринідад і Тобаго | 19               |
| 1983           | Австралія     | Нова Зеландія     | Тринідад і Тобаго | Сінгапур                         | 14               |
| 1987           | Нова Зеландія | Тринідад і Тобаго | Австралія         | Глазго, Шотландія                | 17               |
| 1991           | Австралія     | Нова Зеландія     | Ямайка            | Сідней, Австралія                | 20               |
| 1995           | Австралія     | ПАР               | Нова Зеландія     | Бірмінгем, Англія                | 27               |
| 1999           | Австралія     | Нова Зеландія     | Англія            | Крайстчерч, Нова Зеландія        | 26               |
| 2003           | Нова Зеландія | Австралія         | Ямайка            | Кінгстон, Ямайка                 | 24               |
| 2007           | Австралія     | Нова Зеландія     | Ямайка            | Окленд, Нова Зеландія            | 16               |
| 2011           | Австралія     | Нова Зеландія     | Англія            | Сінгапур                         | 16               |
| 2015           | Австралія     | Нова Зеландія     | Англія            | Сідней, Австралія                | 16               |
| 2019           | Нова Зеландія | Австралія         | Англія            | Ліверпуль, Англія                | 16               |
| 2023           |               |                   |                   | Кейптаун, ПАР                    | 16               |

## Чоловічі й змішані команди
Міжнародна федерація нетболу IFNA не визнає чоловічий і змішаний нетбол. На відміну від жіночого нетболу такі команди майже не приваблюють уваги спонсорів і вболівальників.

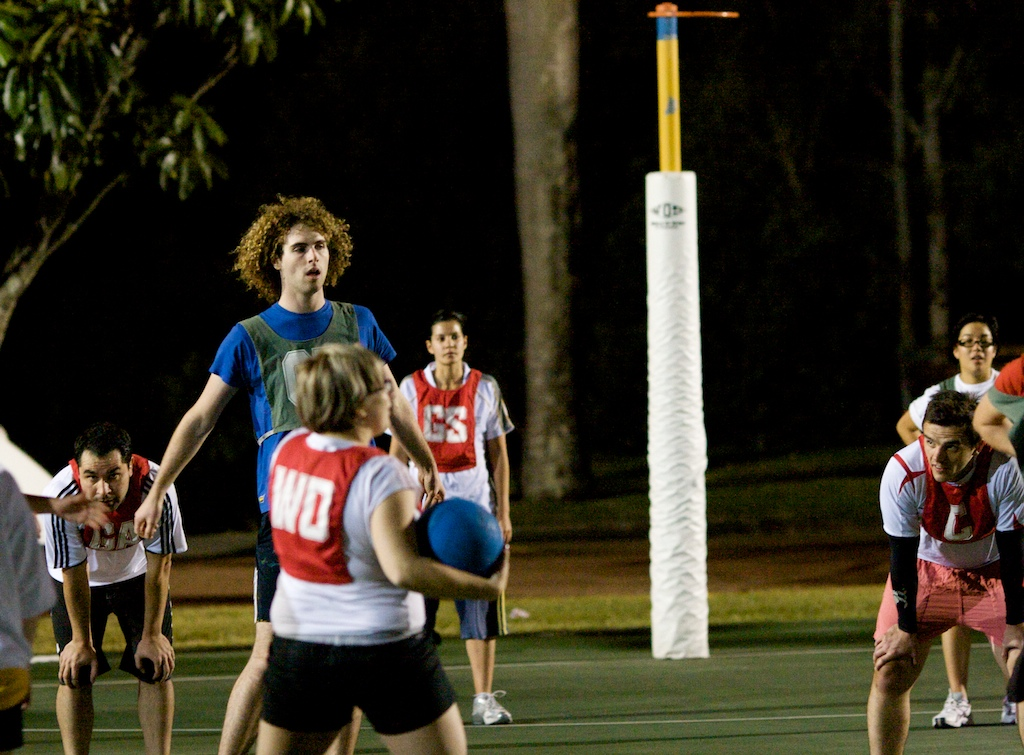
Матч змішаних команд у Брисбені, Австралія

Чоловічий та змішаний нетбол став популярним в Австралії у 80-их роках XX століття, коли чоловіки приходили дивитись на ігри своїх родичок та знайомих. 1985 року відбувся перший чоловічий чемпіонат Австралії. 2004 року Нова Зеландія і Фіджі відрядили свої команди для змагань у змішаному й чоловічому відкритому чемпіонаті Австралії.
У чоловічий нетбол також грають в Англії, Канаді, ОАЕ, Кенії, Ямайці й Пакистані.